# Fabio Evangelisti
Fabio Evangelisti (Massa, 15 ottobre 1954) è un giornalista, scrittore e politico italiano.

## Biografia
Nato a Massa nel 1954, laurea in Scienze Politiche conseguita all'Università di Pisa, libero professionista, è sposato, padre di due figli (Alessandra e Gisberto) e ad oggi nonno di due maschietti e una femminuccia.
Inizia la sua attività politica nl Partito Comunista Italiano (PCI), ricoprendo dal 1985 al 1990 l'incarico di segretario provinciale del PCI a Massa e Carrara.
Nel 1990 è eletto Consigliere comunale a Massa e nel 1991 diventa Presidente dell'Azienda di Promozione Turistica della provincia apuana. Nello stesso periodo aderisce alla svolta della Bolognina di Achille Occhetto del Partito Democratico della Sinistra (PDS) .
Alle elezioni politiche del 1992 viene candidato alla Camera dei deputati, ed eletto deputato nella circoscrizione Pisa-Livorno-Lucca-Massa Carrara tra le liste del Partito Democratico della Sinistra; confermato nel 1994 per i Progressisti e ancora nel 1996 per l'Ulivo nel Collegio uninominale di Massa-Versilia. Rimane in carica fino al 2001.
Dal 2003 al 2005 ha ricoperto la carica di assessore alla Cultura della Provincia di Massa-Carrara. Dimessosi dalla giunta provinciale, ritorna a Montecitorio avendo accettato la candidatura propostagli dall'Italia dei Valori, il movimento fondato da Antonio Di Pietro. Nel 2006 viene infatti eletto nelle liste di Idv nella circoscrizione Toscana. Nella XV Legislatura è membro della Commissione Difesa. Viene rieletto alla Camera dei Deputati anche nelle successive elezioni del 2008. 
Alla Camera svolge le funzioni di Vice-capogruppo Vicario di Italia dei Valori. Nella XVI Legislatura è membro della Commissione Affari Esteri e Comunitari e dell'Osservatorio della Camera dei Deputati sui fenomeni di xenofobia e razzismo. Dal 2011 è vice-capogruppo vicario dell'IdV alla Camera insieme al collega Antonio Borghesi. A seguito di una rissa accaduta il 10 febbraio 2010 alla Camera dei deputati è sospeso dall'Ufficio di Presidenza per 12 giorni. Alle consultazioni regionali del 28-29 marzo 2010 è stato eletto in Toscana nel listino regionale bloccato dell'Italia dei Valori.
Alle consultazioni elettorali del 28 e 29 marzo 2010 viene eletto Consigliere Regionale della Toscana quale capolista nella lista dell'Italia dei Valori. Nella seduta di insediamento del 23 aprile 2010 il Consiglio prende atto delle sue dimissioni per incompatibilità con la carica di parlamentare e la relativa surroga: a lui subentra la consigliera Marta Gazzarri. 
Il 24 ottobre 2010, in occasione del 4º Congresso regionale dell'Italia dei Valori Toscana, Evangelisti viene eletto dagli iscritti segretario regionale dell'Idv Toscana. 
Nel novembre 2012 fuoriescono da IdV Massimo Donadi, capogruppo IdV alla Camera, e il deputato e segretario regionale dell'IdV in Campania Nello Formisano, in polemica con la linea del partito che rende molto difficile un'alleanza con il Partito Democratico; Evangelisti, dato per incerto, decide di rassegnare le dimissioni da vice-capogruppo vicario dell'IdV alla Camera e da deputato nazionale. 
Alle primarie del centro-sinistra del 7 aprile 2013 per la scelta del candidato sindaco di Massa, candidato come indipendente, Evangelisti arriva terzo, dichiarando in seguito il suo appoggio ad Alessandro Volpi che viene poi eletto sindaco della città.
Da quando ha lasciato l’impegno attivo, mantenendo integra la passione politica, Evangelisti si è dedicato alla scrittura di articoli e pubblicando quattro libri. 
Alle elezioni comunali del 2023 dapprima avanza la sua candidatura a sindaco, per poi appoggiare il candidato sindaco scelto dal Partito Democratico, Enzo Ricci, sconfitto al ballottaggio dal sindaco in carica Francesco Persiani.

## Opere
- A Santiago c’è una piazza, Tarka, 2017, ISBN 9788899898779
- I ragazzi dello Stradone, Tarka, 2018, ISBN 9788899898922
- La signora del primo piano e un lupo solitario, Tarka, 2020, ISBN 9791280246035
- La bambina di Villa Massoni, Tarka, 2021, ISBN 9791280246189